# دوردي يوكيتش
دوردي يوكيتش (بالصربية: Ђорђе Јокић)‏ هو لاعب كرة قدم صربي في مركز الدفاع، ولد في 19 يناير 1981 في Raška, Serbia ‏ في صربيا. شارك مع منتخب صربيا تحت 21 سنة لكرة القدم ومنتخب صربيا والجبل الأسود لكرة القدم. أما مع النوادي، فقد لعب مع توربيدو موسكو وتوم تومسك ودينامو بريانسك ونادي أو إف كيه بيوغراد ونادي فويفودينا.

## وصلات خارجية
- دوردي يوكيتش على موقع قاعدة بيانات كرة القدم.إي يو (الإنجليزية)
- دوردي يوكيتش على موقع ناشيونال فوتبول تيمز (الإنجليزية)
- دوردي يوكيتش على موقع أوليمبيديا (الإنجليزية)